# لایوش راتس
لایوش راتس (مجاری: Lajos Rácz؛ زادهٔ ۱ ژانویهٔ ۱۹۵۲) کشتی‌گیر اهل مجارستان است.